# 公子士
公子士（？—？），春秋时期郑国的公子，父亲郑文公，母江女。
前640年，滑国人背叛郑国，降服于卫国。夏，郑国公子士、洩堵寇率军伐滑国。前636年，郑国公子士、泄堵俞弥率军伐滑国。公子士到楚国，在叶地被毒杀。